# Ramón Barea
Ramón Barea Monge (Bilbao, 13 de julio de 1949) es un actor, dramaturgo, director de teatro y realizador cinematográfico español.

## Biografía
Ha participado en cerca de 200 películas y cerca de medio centenar de multipremiados cortometrajes, entre ellas óperas primas de Icíar Bollaín, Álex de la Iglesia, Enrique Urbizu, Pablo Berger, Santiago García de Leaniz, repitiendo en varias ocasiones con directores como Imanol Uribe, Álex de la Iglesia, Montxo Armendáriz, Juanma Bajo Ulloa o Gracia Querejeta. En televisión ha intervenido en muchas de las series de los últimos años, entre ellas Compañeros, Periodistas, Aquí no hay quien viva, Hospital Central, Policías, en el corazón de la calle, Plan América o Acusados y miniseries como Adolfo Suárez, o Yo soy el solitario. Fue uno de los componentes del mítico programa de TVE El peor programa de la semana dirigido por Fernando y David Trueba.
Ha participado como actor o director en alrededor de 100 espectáculos teatrales.
Como director de cine debuta en 1996 con el cortometraje Adiós Toby, adiós, seleccionado para la Semana de la Crítica del Festival de Cannes, donde acude con su segundo cortometraje Muerto de amor. Como realizador de largometrajes debuta en 1999 con el largometraje Pecata minuta, protagonizado por Elena Irureta y  Mariví Bilbao. La siguiente película que dirigió, y última hasta la fecha, fue El coche de pedales, en 2004, con Álex Angulo, actor con el que ha trabajado en numerosas ocasiones; esta producción, que ha recibido varios premios en festivales, tiene la particularidad de que parte de los diálogos se desarrollan en el idioma internacional esperanto. Ha realizado documentales sobre artes escénicas y procesos de trabajo en teatro con la Compañía Ur.
Mantiene una productora independiente "Maki escénica y audiovisual".
Como director de teatro, faceta más ejercida en este medio en su trayectoria profesional, sus últimos trabajos han sido La ratonera (1998-2006), de Agatha Christie, El hombre que confundió a su mujer con un sombrero de  Oliver Sacks, El Buscón con Templanza Producciones, Emma de Howard Zinn, y la revista musical Bilbao, Bilbao. ESENCIA PATRIA de Tomás Afan Muñoz para Pabellón 6, BUÑUEL , conversatorio post mortem  LAS RAICES CORTADAS  de UBÚ REY DE LAS FINANZAS, para Pabellón 6.  EL VIAJE A NINGUNA PARTE para el Teatro Arriaga de Bilbao, LA LUCHA POR LA VIDA espectáculo teatral a partir de la trilogía de Baroja.
Además, fue director de casting de la película La voz de su amo, de Emilio Martínez Lázaro (a las órdenes del cual trabajó en Los peores años de nuestra vida (1994) y El otro lado de la cama (2002)), en el año 2001.
También destaca su amplia trayectoria teatral, como actor y como intérprete. Fundó las compañías vascas de teatro independiente profesional: Cómicos de la legua (1968) y [./KOLEKTIBO_KARRAKAhttps://elpais.com/diario/1983/01/21/cultura/411951607_850215.html Karraka] (1980). Ha dirigido y escrito espectáculos como Bilbao, Bilbao; Euskadi, Euskadi, Palabrarismos, Alias Molier y Okupado, además de actuar en otros como Ubu Emperatriz y Hoy última función, Sobre los perjuicios del tabaco. En total ha participado en un centenar de espectáculos teatrales. Algunas de sus últimas intervenciones como actor han sido en Luces de Bohemia con Ur teatro, dirigida por Helena Pimenta, Morir cuerdo, vivir loco dirigida y escrita por Fernando Fernán Gómez, El chico de la última fila de Juan Mayorga, Puerta del Sol dirigida por Juan Carlos Pérez de la Fuente, Cartas de amor a Stalin de Juan Mayorga, En la vida todo es verdad y mentira con la Compañía Nacional de Teatro Clásico y dirección de Ernesto Caballero, Montenegro, Comedias bárbaras de Valle Inclán, con el CDN.  INCENDIOS dirigida por Mario Gas para Isarca Producciones y La Abadía. SHOCK 1  dirigida por Andrés Lima para CDN
Entre los premios recibidos destacan una mención especial en el Festival de Cine Iberoamericano de Huelva por En la puta calle (1997), de Enrique Gabriel y el premio en el Festival du Cinéma Espagnol de Toulouse Midi-Pyrénées por El coche de pedales en 2004, dirigida por él mismo. En teatro ha recibido en 5 ocasiones el Premio Ercilla de la crítica bilbaína, por diferentes trabajos suyos como director y Rosa Aguirre, Txema Zubía y EAB como actor, entre otros. Tocó el escenario de los Óscars con su participación en el corto de Borja Cobeaga Éramos pocos. También estuvo nominado como mejor actor en los Premios Fugaz al cortometraje español 2018 por su trabajo en Miss Wamba, de Estefanía Cortés.
En 2013 recibió el Premio Nacional de Teatro "por su amplia trayectoria como hombre de teatro integral, en la que ha desarrollado todas las facetas en este ámbito"
 Es socio de fundador y miembro de Honor de la ACADEMIA DE ARTES ESCÉNICAS DE ESPAÑA https://academiadelasartesescenicas.es/ramon-barea/En 2015 intervino en la serie Carlos, Rey Emperador dando vida a Fadrique de Alba. Un año más tarde regresa al teatro, en esta ocasión junto a Nuria Espert y bajo la dirección de Mario Gas para intervenir en el montaje de la obra Incendios, de Wajdi Mouawad.
Dirige LA LUCHA POR LA VIDA, adaptación de la trilogía de Pio Baroja, producción del Teatro Arriaga

## Filmografía

### Como actor

#### Cine
- La fuga de Segovia (1981), de Imanol Uribe.
- La conquista de Albania (1984), de Alfonso Ungría.
- La muerte de Mikel (1984), de Imanol Uribe.
- Fuego eterno (1985), de José Ángel Rebolledo.
- Golfo de Vizcaya (1985), de Javier Rebollo.
- Bandera negra (1986), de Pedro Olea.
- 27 horas (1986), de Montxo Armendáriz.
- Adiós pequeña (1986), de Imanol Uribe.
- A los cuatro vientos (1987), de José A. Zorrilla.
- Mama (1988), de Pablo Berger. Cortometraje.
- El hilo de cristal (1988)
- Tu novia está loca (1988), de Enrique Urbizu.
- Ander eta Yul (1989), de Ana Díez.
- La blanca paloma (1989), de Juan Miñón.
- El anónimo... ¡vaya papelón! (1990), de Alfonso Arandia.
- No me compliques la vida (1991), de Ernesto del Río.
- Mirindas asesinas (1991), de Álex de la Iglesia.
- Traintime (1991)
- Santa Cruz, el cura guerrillero (1991), de José María Tuduri.
- Todo por la pasta (1991), de Enrique Urbizu.
- El rey pasmado (1991), de Imanol Uribe.
- Entretiempo (1992), de Santiago García de Leániz.
- Urte ilunak (1992), de Arantxa Lazcano.
- Vacas (1992), de Julio Médem.
- La madre muerta (1993), de Juanma Bajo Ulloa.
- Muy negro (1993), de J.F. Collazos.
- Acción mutante (1993), de Álex de la Iglesia.
- La leyenda de un hombre malo (1994), de Myriam Ballesteros.
- Cómo ser infeliz y disfrutarlo (1994), de Enrique Urbizu.
- Los peores años de nuestra vida (1994), de Emilio Martínez Lázaro.
- Justino, un asesino de la tercera edad (1994), de Santiago Aguilar y Luis Guridi.
- La madre (1995), de Miguel Bardem.
- Sálvate si puedes (1995), de Joaquín Trincado.
- Hotel y domicilio (1995), de Ernesto Del Río.
- Corsarios del chip (1996), de Rafael Alcázar.
- Alma gitana (1996), de Chus Gutiérrez.
- Matías, juez de línea (1996), de Santiago Aguilar y Luis Guridi.
- El ángel de la guarda (1996), de Santiago Matallana.
- La buena vida (1996), de David Trueba.
- El magnolio (1997), de Julia Juaniz.
- En brazos de la mujer madura (1997), de Manuel Lombardero.
- La buena estrella (1997), de Ricardo Franco.
- Airbag (1997), de Juanma Bajo Ulloa.
- A ciegas (1997), de Daniel Calparsoro.
- En la puta calle (1997), de Enrique Gabriel.
- Una pareja perfecta, (1998), de Francesc Betriu.
- Entre todas las mujeres (1998), de Juan Ortuoste.
- Atilano, presidente (1998), de Santiago Aguilar y Luis Guridi.
- Muertos de risa (1999), de Álex de la Iglesia.
- Las huellas borradas (1999), de Enrique Gabriel.
- Cuando vuelvas a mi lado (1999), de Gracia Querejeta.
- La mujer más fea del mundo (1999), de Miguel Bardem.
- Hyde & Jekill (2000), de Sara Mazkiarán.
- Vaivén (2000), de Carlos Muguiro.
- Las buenas intenciones (2000), de Javier Kuhn.
- Carretera y manta (2000), de Alfonso Arandia.
- Gitano (2000), de Manuel Palacios.
- La comunidad (2000), de Álex de la Iglesia.
- Silencio roto (2001), de Montxo Armendáriz.
- Tiempos mejores (2002), de Izaskun Granda y Daniel Moreno.
- Expediente WC (2002), de Arturo Ruiz Serrano.
- Todo menos la chica (2002), de Jesús R. Delgado.
- Terminal (2002), de Aitzol Aramaio y Juan Pérez Fajardo.
- El otro lado de la cama (2002), de Emilio Martínez Lázaro.
- 800 balas (2002), de Álex de la Iglesia.
- Torremolinos 73 (2003), de Pablo Berger.
- Agujeros en el cielo (2004), de Pedro Mari Santos.
- Éramos pocos (2005), de Borja Cobeaga.
- Obaba (2005), de Montxo Armendáriz
- Sofía (2005), de Álvaro Brechner.
- Películas para no dormir: La habitación del niño (2006) (TV), de Álex de la Iglesia.
- Siete mesas (de billar francés) (2007), de Gracia Querejeta.
- Un poco de chocolate (2008), de Aitzol Aramaio.
- No controles (2010), de Borja Cobeaga.
- Adolfo Suárez, el presidente (2010), de Sergio Cabrera.
- Naufragio (2010), de Pedro Aguilera
- De tu ventana a la mía (2011), de Paula Ortiz.
- Gernika bajo las sombras (2012), de Luis Marías
- Blancanieves (2012), de Pablo Berger
- La herida (2013), de Fernando Franco
- Negociador (2015), de Borja Cobeaga
- La reina de España (2016), de Fernando Trueba
- La corona partida (2016), de Jordi Frades
- Abracadabra (2017), de Pablo Berger
- Fe de etarras (2017), de Borja Cobeaga
- El guardián invisible (2017), de Fernando González Molina
- La higuera de los bastardos (2017), de Ana Murugarren
- Black Is Beltza (2018), de Fermín Muguruza
- Todos lo saben (2018), de Asghar Farhadi
- Oh! Mammy Blue (2018), de Antonio Hens
- La pequeña Suiza (2019), de Kepa Sojo
- El silencio de la ciudad blanca (2019), de Daniel Calparsoro
- La gran aventura de los Lunnis y el libro mágico (2019), de Juan Pablo Buscarini
- Abuelos (2019), de Santiago Requejo
- Voces (2020), de Ángel Gómez Hernández
- La boda de Rosa (2020), de Icíar Bollaín
- García y García (2021), de Ana Murugarren
- Cinco lobitos (2022), de Alauda Ruiz de Azúa

#### Televisión
- Bertan Zoro (1991)
- El peor programa de la semana (1993)
- Ellas son así (1999)
- Periodistas (1999)
- Compañeros (2001)
- Cuéntame cómo pasó (2002)
- Policías, en el corazón de la calle (2002-2003)
- Los 80 (2004)
- Aquí no hay quien viva (2004-2006)
- El comisario (2006)
- Hospital Central (2006)
- Génesis, en la mente del asesino (2006)
- Cuenta atrás (2007)-(2008)
- Euskolegas (2009)
- Los misterios de Laura (2011)
- Gernika bajo las bombas (2012)
- Carlos, Rey Emperador (2015)
- Olmos y Robles (2015-2016)

### Como director y guionista
- Adiós Toby, adiós (1995)
- Muerto de amor (1997)
- Pecata minuta (1999)
- El coche de pedales (2004)

## Premios
Premios Goya
| Año  | Categoría                                 | Película      | Resultado |
| ---- | ----------------------------------------- | ------------- | --------- |
| 2023 | Mejor interpretación masculina de reparto | Cinco lobitos | Nominado  |

Medallas del Círculo de Escritores Cinematográficos
| Año  | Categoría              | Película        | Resultado |
| ---- | ---------------------- | --------------- | --------- |
| 2020 | Mejor actor secundario | La boda de Rosa | Ganador   |
| 2022 | Mejor actor secundario | Cinco lobitos   | Nominado  |